# Новий Шукстелім
Новий Шукстелі́м (рос. Новый Шукстелим, ерз. Од Шукстельме) — присілок у складі Темниковського району Мордовії, Росія. Входить до складу Бабеєвського сільського поселення.
Населення — 23 особи (2010; 32 у 2002).
Національний склад (станом на 2002 рік):
- мокшани — 100 %